# Свартсенги (геотермальная электростанция)
Электростанция Свартсенги (исландское произношение: [ˈsvar̥(t)sˌeiɲcɪ]; исл.: «черный луг») — геотермальная электростанция, которая расположена на геотермальном поле Свартсенги, примерно в 4 км к северу от Гриндавика, в 20 км к юго-востоку от международного аэропорта Кефлавик и в 45 км от Рейкьявика. Электростанция была построена в 1976 году дочерней компанией Alterra Power, HS Orka, и стала первой в мире геотермальной электростанцией для производства электроэнергии и горячей воды для централизованного теплоснабжения.
Электростанция, занимающая площадь в 150 га, была построена в шесть этапов и завершена в 2008 году. Суммарная мощность составляет 150 МВт для теплоснабжения и 75 МВт для электроснабжения.
Поскольку электростанция Сварценги является единственной системой отопления района на полуострове Рейкьянес, откуда горячая геотермальная вода подается более чем 21 000 домохозяйств, она считается одним из важнейших коммунальных объектов.
Частью гидротермального комплекса также является один из самых популярных курортов Исландии «Голубая лагуна» и завод по производству возобновляемого метанола компании Carbon Recycling International.

## Некоторые подробности
В начале 1976 года основным источником тепла для станции являлась горячая вода, в настоящее время используется в основном смесь пара и частично сухой пар.
На станции пробурено 13 эксплуатационных скважин, соединённых с шестью установками, восемь из этих скважин производят смесь пара и рассола, а остальные пять представляют собой неглубокие скважины с сухим паром.
Станция оснащена одной из крупнейших систем диспетчерского управления и сбора данных (SCADA) в Исландии с мониторами P-CIM и 50 подстанциями с системами распределения горячей/холодной воды и электроэнергии, а также 11 турбинами и генераторами.

## Агрегаты электростанции
В настоящее время суммарная мощность станции составляет 75 МВт по электроэнергии и 150 МВт по тепловой энергии.
Энергетическая установка 1 с двумя турбинами противодавления была построена в 1977—1979 годах. Она состояла из четырёх контуров тепловой энергии, которые производили 40 л/с отопительной воды и 50 МВт энергии для собственных нужд, но сегодня используются только два контура, которые дают 25 МВт тепловой энергии.
Энергетическая установка 2 была построена в 1980 году и производит своими тремя системами теплообмена 225 (3x75) л/с горячей воды с температурой 90 оС и 75 (3х25) МВт электроэнергии.
Энергетическая установка 3 с паровыми турбинами противодавления мощностью 6 МВт используется для производства электроэнергии. Каждую секунду через турбину проходит 40 кг пара температурой 160 С и давлением 5 атм.
Энергетическая установка 4 с семью турбинами Isopentan Ormat мощностью 1,2 МВт была построена в 1989—1992 годах для выработки энергии, используя пар с температурой 105 С и пар низкого давления от других энергоустановок.
Энергетическая установка 5 была построена в 1999 году, на замену устаревшей электростанцию 1 в связи с увеличением спроса на горячую воду или электроэнергию. Благодаря своим турбинам мощностью 30 МВт и теплообменной системе мощностью 75 МВт она производит около 225 ГВт-ч в год.
Энергетическая установка 6 — конденсаторная установка с уникальными паровыми турбинами высокого давления общей мощностью 30 МВт. Производит только электроэнергию.